# Warmen (Fröndenberg)
Warmen ist ein Ortsteil der westfälischen Stadt Fröndenberg/Ruhr, Kreis Unna, mit fast 900 Einwohnern.

## Geographie

### Lage
Warmen liegt im Osten der Stadt. Die Ruhr bildet die südliche Grenze des Ortes.

### Nachbargemeinden
Warmen grenzte im Jahr 1967 im Uhrzeigersinn im Westen beginnend an die Gemeinden Frohnhausen und Bentrop (beide im Kreis Unna) sowie Wimbern und Schwitten (beide damals im Kreis Iserlohn).

## Geschichte
Warmen gehörte im Spätmittelalter und der Frühen Neuzeit in eigener Bauerschaft (Warmyngen) im Amt Unna zur Grafschaft Mark. Laut dem Schatzbuch der Grafschaft Mark von 1486 hatten die 21 Steuerpflichtigen in der Bauerschaft zwischen 1 und 5 Goldgulden an Abgabe zu leisten.
Ab dem 19. Jahrhundert gehörte Warmen bei der Errichtung der Ämter in der preußischen Provinz Westfalen zum Amt Fröndenberg im Kreis Hamm. 1895 gab es in der Landgemeinde Warmen 5 Wohnplätze, 76 Wohnhäuser mit 82 Haushaltungen und 487 Einwohner. Anlässlich der Auskreisung der Stadt Hamm am 1. April 1901 wurde aus dem Kreis der Landkreis Hamm. Nach einer Gebietserweiterung im Jahr 1929 wurde dieser im Oktober 1930 in Kreis Unna umbenannt.
Am 1. Januar 1968 wurden Altendorf, Bausenhagen, Frohnhausen, Frömern, Langschede, Neimen, Ostbüren, Stentrop, Strickherdicke und Warmen nach Fröndenberg eingemeindet.

## Heute
Heute befinden sich in Warmen eine örtliche Löschgruppe der Freiwilligen Feuerwehr Fröndenberg, sowie mehrere landwirtschaftliche Betriebe, eine Bäckerei, eine Schützenhalle und ein Kindergarten, wobei die beiden letztgenannten Einrichtungen zur Gemarkung und zum Ortsteil Frohnhausen (Fröndenberg) gehören. Siehe Flurkarte (Kataster) des Kreises Unna.

## Einwohnerentwicklung
| Jahr | Einwohner |
| ---- | --------- |
| 1849 | 292       |
| 1910 | 322       |
| 1931 | 355       |
| 1956 | 501       |
| 1961 | 484       |
| 1967 | 497       |
| 1987 | 676       |
| 2013 | 855       |

## Verkehr
Die Landesstraße L 673 verbindet Warmen im Westen mit Frohnhausen, Neimen, Fröndenberg/Ruhr, Langschede, Dellwig, Geisecke, Schwerte, Westhofen und Garenfeld sowie im Osten mit Bentrop und Wickede (Ruhr).